# Kuigatsi
Kuigatsi – wieś w Estonii, prowincji Valga, w gminie Puka.